# Horní Vilémovice
Horní Vilémovice település Csehországban, a Třebíči járásban. Horní Vilémovice Okřešice, Červená Lhota, Čechtín, Benetice, Třebíč, Hroznatín, Přeckov és Trnava településekkel határos. Lakosainak száma 78 fő (2024. január 1.).

## Népesség
A település lakosságának változását az alábbi diagram mutatja:
| Lakosok száma | 194  | 239  | 210  | 124  | 85   | 83   | 80   | 79   | 84   | 78   |
|               | 1869 | 1890 | 1921 | 1950 | 1980 | 2001 | 2017 | 2019 | 2022 | 2024 |